# Ballad of the Green Berets
"Ballad of the Green Berets", Balladen om de gröna baskrarna, är en sång som ursprungligen skrevs och sjöngs in av den amerikanske sångaren och tidigare militären Barry Sadler 1966. Sången blev mycket populär och översattes till flera språk: I Sverige sjöngs sången in av Anita Lindblom 1966 där den fick titeln Balladen om den blå baskern  och i Västtyskland av Heidi Brühl under titeln Hundert Mann und ein Befehl.
I USA låg sången på första plats på Billboardlistan under fem veckor 1966.
En version av sången användes som ledmotiv till krigsfilmen De gröna baskrarna (1968).

## Listplaceringar
| Lista (1966)   | Position              |
| -------------- | --------------------- |
| Finland        | 23                    |
| Kanada         | 26 (RPM)              |
| Nya Zeeland    | 7 (NZ Listner)        |
| Storbritannien | 24                    |
| Sverige        | 12 (Kvällstoppen)     |
| Sverige        | 5 (Tio i topp)        |
| USA            | 1 (Billboard Hot 100) |
| Västtyskland   | 4                     |